# Shatrughna

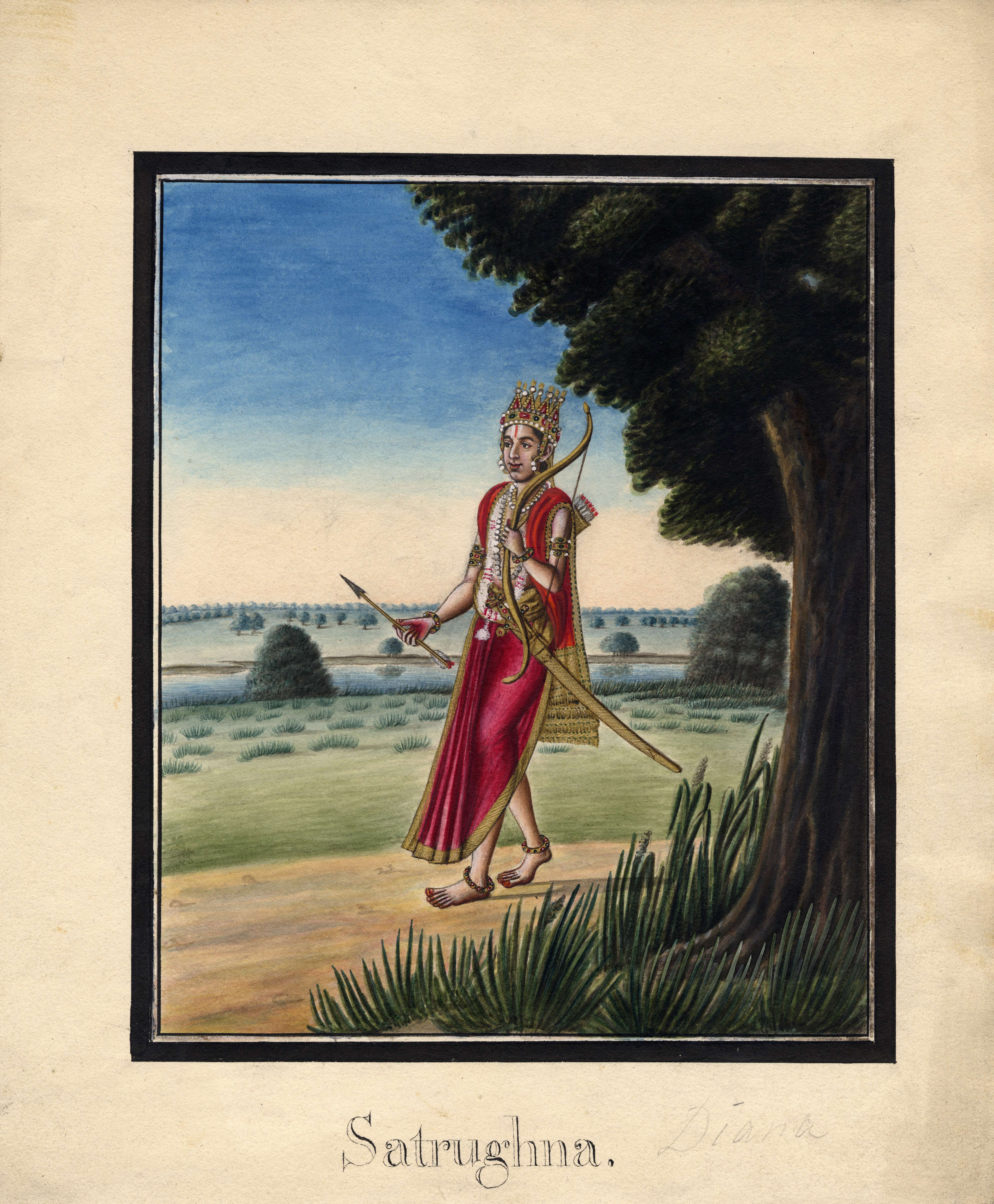
Satrughna (illustration du début du XIXe siècle).

Shatrughna (en sanskrit : शत्रुघ्न IAST Śatrughna, indonésien : Satrugna, thaï : พระสัตรุด, birman : Tharugana, tamoul : சத்துருகனன், malais : Citradan, khmer : ព្រះសុត្រុត) est le plus jeune frère de Râma dans l'épopée hindoue du Ramayana. Il est le jumeau de Lakshmana. Selon Valmiki, il est une manifestation partielle du dieu Vishnou.

## Famille
Shatrughna est le fils de Dasharatha, le pieux roi d'Ayodhya, et de sa deuxième épouse, la reine Sumitra (en). Les deux autres épouses du roi ont également des fils : Kaushalya (en) est la mère de Râma et Kaikeyi celle de Bharata. Shatrughna a aussi un jumeau, Lakshmana. Son nom signifie « destructeur des ennemis ».
Shatrughna épouse Shrutakirti (en), la fille du roi Kushadhwaja (en). Shrutakirti est une cousine de Sîtâ, l'épouse de Râma, car celle-ci a pour père le roi Janaka, frère aîné de Kushadhwaja. Shatrughna et Shrutakirti ont deux fils, Shurasena (en) et Yupaketu.

## Exil de Râma

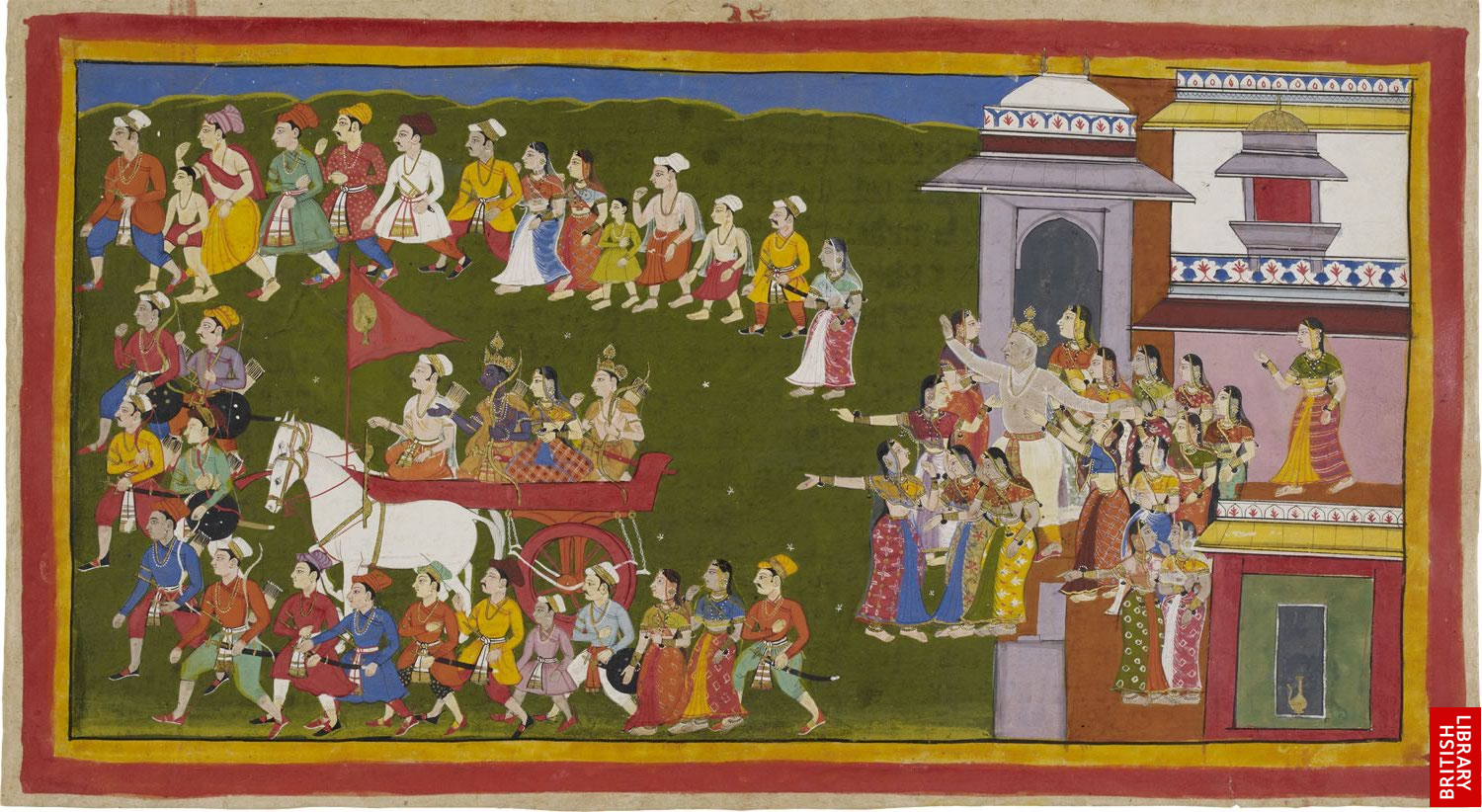
Râma part en exil avec Sîtâ et son frère Lakshmana (peinture de date inconnue).

Lorsque Râma est exilé pour 14 ans à la demande de sa belle-mère Kaikeyi, Bharata, qui doit monter sur le trône à sa place, lui demande en vain de revenir à Ayodhya. Bharata règne donc sur Ayodhya depuis Nandigrama. Excellent souverain, il est souvent désigné comme un avatar du dharma. Durant cette période, c'est Shatrughna qui assure l'administration courante. C'est aussi lui qui console les trois reines, devenues veuves de Dasharatha, de l'absence de leurs fils Râma, Lakshmana et Bharata.

## Agression de Manthara
Kaikeyi avait demandé l'exil de Râma sur les conseils de sa vieille nourrice, Manthara (en) (littéralement : « la bossue »). Récompensée de coûteuses étoffes et de bijoux, elle est surprise dans les jardins du palais par Bharata et Shatrughna. Celui-ci, furieux de ses actions, l'attaque pour la tuer, mais Bharata l'en dissuade en lui faisant valoir que c'est un pêché de tuer une femme, et que Râma leur en voudrait à tous les deux s'il le faisait. Shatrughna se laisse fléchir, tandis que Kaikeyi tente de rassurer Manthara (ce personnage n'apparait plus ensuite dans le Ramayana).

## Mort de Lavanasura

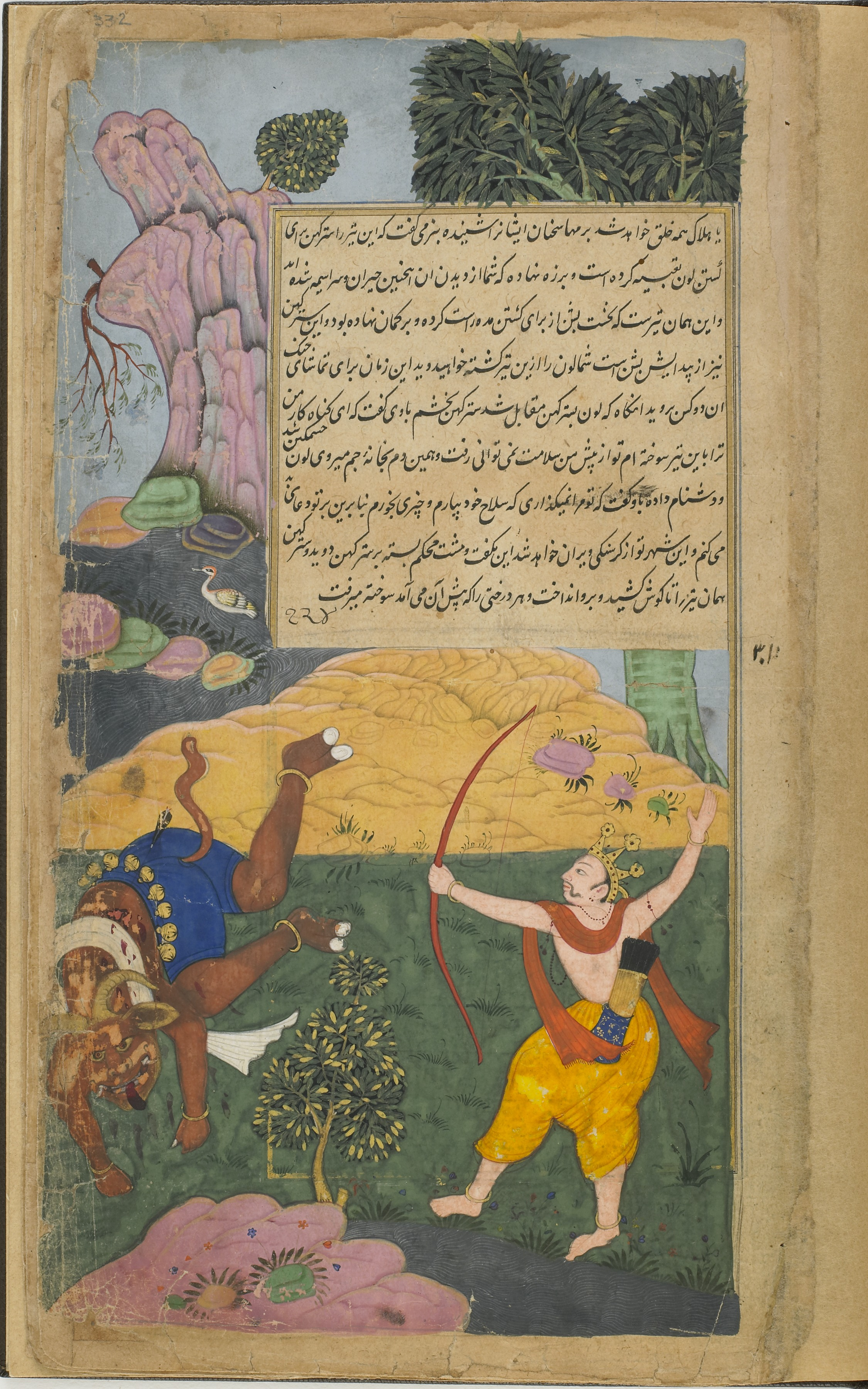
Shatrughna tue Lavana (aquarelle opaque, encre et or sur papier, Inde du Nord, 1597-1605).

Bien que son rôle dans le Rāmāyaṇa soit mineur, Shatrughna y accomplit néanmoins quelques exploits, comme tuer Lavanasura (en), le roi-démon de Mathura.
Lavanasura est le fils de Madhu, le pieux roi-démon dont Mathura tire son nom, et sa mère est Kumbhini, une sœur de Ravana, le roi-démon de Lanka auteur de l'enlèvement de Sîtâ (Lavanasura est donc un neveu de Ravana). Il détenait le trident divin de Shiva, le Trishula, ce qui empêchait de le tuer ou de limiter ses crimes.
Shatrughna demande à Râma et à ses frères de lui permettre de les aider en tuant Lavanasura, ce qu'il fait avec une flèche imprégnée du pouvoir de Vishnou.

## Disparition
Après que Râma, septième avatar de Vishnou, a régné pieusement 10 000 ans sur la Terre, il entre dans la rivière Sarayu pour revenir à sa forme véritable et éternelle de Mahavishnou (en). Bharata, Shatrughna et de nombreux fidèles le suivent et fusionnent également avec Mahavishnou.

## Temples
Il existe plusieurs temples de Shatrughna, notamment à Paymmal dans le district de Thrissur au Kerala, à Muni Ki Reti près de Rishikesh, et à Kans-tila, près de Mathura.